# Сорт

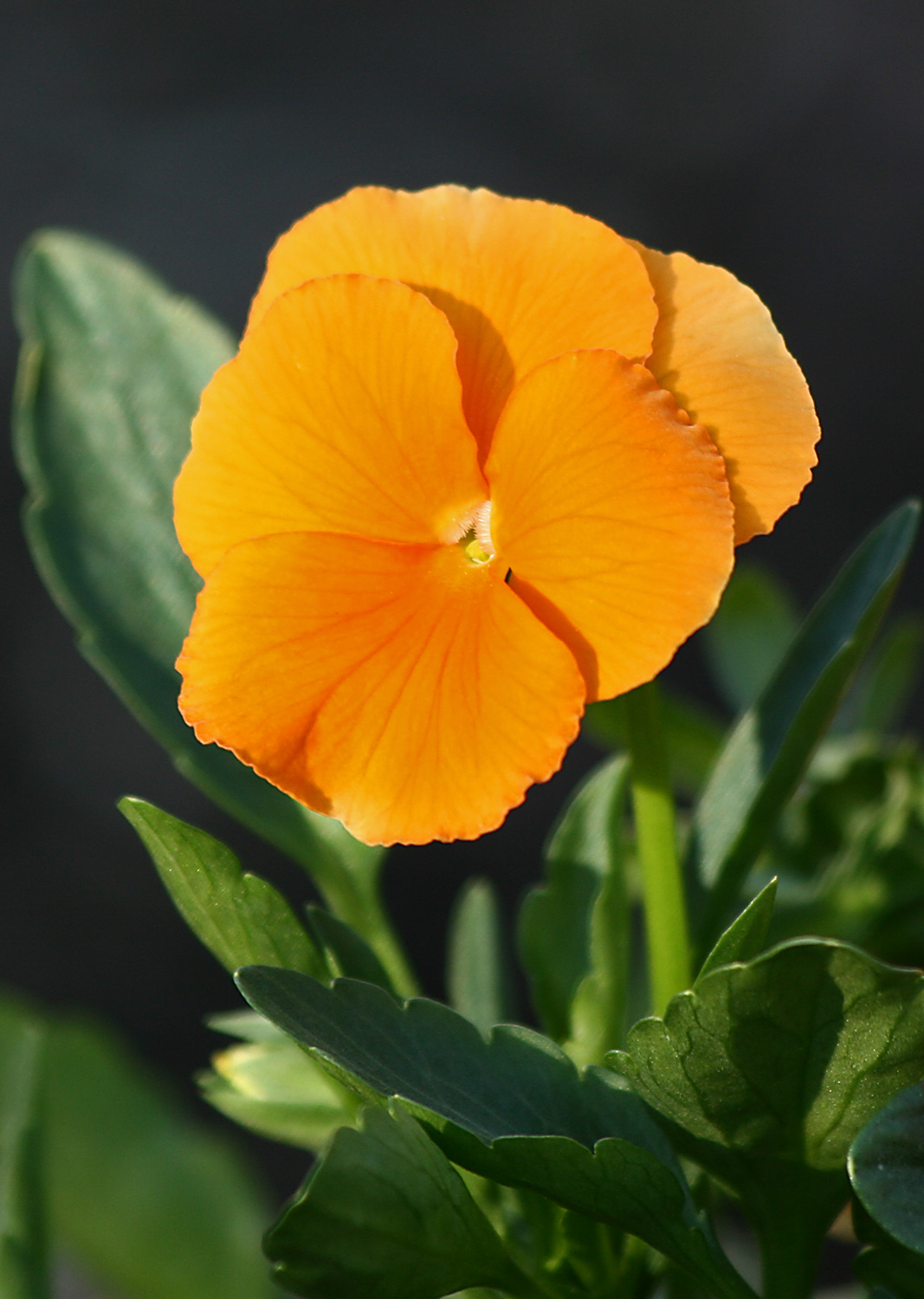
Сорт фіалки Viola 'Clear Crystals Apricot'

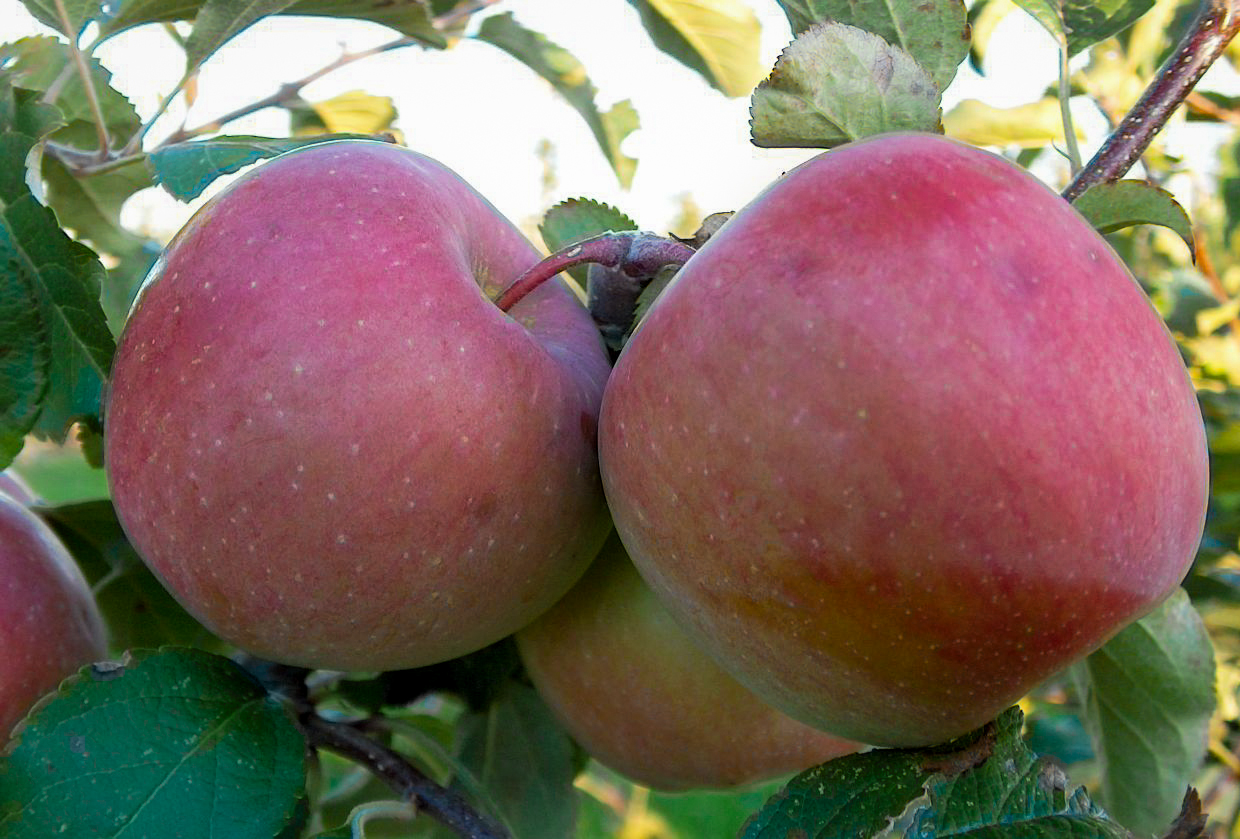
Сорт яблуні Malus domestica 'Fuji'

Сорт або культива́р (англ. cultivar) — група культурних рослин, які в результаті селекції отримали певний набір характеристик (корисних або декоративних), які відрізняють цю групу рослин від інших рослин того ж виду. Кожен сорт рослин має унікальне найменування та зберігає свої властивості при багаторазовому вирощуванні.
Сорт — це окрема група рослин в рамках відомих ботанічних груп, яка незалежно від того, задовольняє вона повністю або частково умови надання правової охорони, є новою. Сорт — відокремлена група рослин у межах найнижчого ботанічного таксономічного рангу.

## Регуляція найменування сортів
Міжнародний кодекс номенклатури для культурних рослин (англ. International Code of Nomenclature for Cultivated Plants (ICNCP)) регулює найменування сортів, сортових груп і вегетативних гібридів.
ICNCP діє у рамках Міжнародного кодексу ботанічної номенклатури (англ. International Code of Botanical Nomenclature) який регулює офіційні назви рослин.